# Gran nu drapejat (Pablo Picasso)
Gran nu drapejat (Grand nu à la draperie) és un oli sobre tela de 160 × 95 cm pintat per Pablo Picasso els anys 1921-1923 i dipositat al Museu de l'Orangerie de París.

## Context històric i artístic
Aquest nu colossal, com el de la Gran Banyista, pertany a l'època neoclàssica de Picasso, que es correspon amb el moviment de "retorn a l'ordre". D'ençà de l'acabament de la Primera Guerra Mundial, la principal preocupació del món de l'art francès, conreada fins a l'obsessió, és la idea d'un renaixement clàssic i francès: ordre, tradició i recerca de la forma. Però, les obres "clàssiques" de Picasso són ambigües:
| « | "Igual com jugava, l'any 1907, amb les màscares negres, Picasso juga en aquesta època amb l'antiguitat, el món de les estàtues, de les columnes, de les draperies, que de vegades tracta com vulgars camises de dormir, perquè la manera com explora la tradició no és desproveïda d'humor ni d'intencions paròdiques." | » |

Paul Guillaume va adquirir aquesta pintura el 1927.

## Descripció
Massives i poderosament modelades, les característiques sòlides de les figures escultòriques d'aquest període foren descrites per Cocteau com Junos amb grans ulls de vaca i enormes mans quadrades que sostenen un full de pedra. En aquest quadre, les proporcions de la geganta són encara més monumentals que les de la Gran Banyista, i el seu caràcter escultural més afirmat. Asseguda, s'eixuga l'espatlla dreta amb la roba que sosté amb la mà esquerra, una mà immensa. Té el cap inclinat cap a terra, les parpelles mig closes, en una actitud de recolliment. Si bé els contorns del cos encara estan nítidament dibuixats, els modelats són rudimentaris, més arcaics. Grisos i roses dominen aquesta composició com en moltes altres obres del retorn a l'ordre de Picasso, mentre que els tocs de blanc del drapejat atorguen una resplendor força sorprenent.
A més de la influència de l'antiguitat, hi ha indicis que Picasso va mirar cap a la pintura renaixentista a la recerca d'inspiració, ja que la composició evoca La Fornarina de Raffaello Sanzio dipositat al Palau Barberini de Roma. No obstant això, hom pensa que altres artistes com Ingres i Renoir també van tenir un paper decisiu en el seu disseny.